# Кароліна Б'єрнсон
Кароліна Б'єрнсон (уроджена Реймерс, 1 грудня 1835 — 27 червня 1934) — норвезька актриса, дружина поета, драматурга, лауреата Нобелівської премії Б'єрнстьєрне Б'єрнсона.

## Біографія
Кароліна Йоганна Елізабет Реймерс народилася в Етне в Гордаланні й виросла в Бергені, Норвегія. Вона була дочкою Расмуса Гельта Реймерса (1801—1884) та Марі Ян (1806—1841). Родини Реймерс та Ян спочатку іммігрували з Німеччини.
З 1854 році вона стала акторкою театру «Крістіанія Норске». У 1858 році їй дали роль у виставі в театрі «Дет Норске» в Бергені, а потім брала участь у гастролях театру до Тронгейму.
Вона була одружена з Б'єрнстьєрне Б'єрнсоном з 1858 року і до його смерті в 1910 році. Вона була взірцем кількох дієвих осіб творів Б'єрнсона, допомагала статтями та іншими літературними творами. Фігури «Клари Санг» і «Тори Парсберг» створені за її зразком. Кілька віршів Б'єрнсона присвячені його дружині Кароліні.
Була матір'ю шести дітей, п'ятеро з яких дожили до повноліття:
- Б'єрн Б'єрнсон (1859—1942)
- Ейнар Б'єрнсон (1864—1942)
- Ерлінг Б'єрнсон (1868—1959)
- Бергліот Б'єрнсон (1869—1953)
- Дагні Б'єрнсон (1871—1872)
- Дагні Б'єрнсон (1876—1974)

Померла в родинному маєтку Аулестад у Фоллебу, Оппланд, у віці 98 років.
Портрет Б'єрнстьєрне та Кароліни Б'єрнсон, виконаний Ейольфом Садом (1859—1928) 1897 року, зберігається в Національній галереї Норвегії. Також її портрети намалювали Бернгард Фолькестад (1879—1933) у 1912 році та Олаф Ґульбранссон (1873—1958) у 1923 році. Її біографію «Boken om Karoline» написав Ейвінд Анкер (1904—1989).